# مارك جولد
مارك جولد هو سياسي كندي، ولد في 30 يونيو 1950 في مونتريال في كندا. حزبياً، نشط في Independent Senators Group ‏.

## وصلات خارجية
- الموقع الرسمي